# Corpus Inscriptionum Graecarum
Il Corpus Inscriptionum Graecarum, abbreviato in CIG, è una raccolta di tutte le iscrizioni greche note al tempo della sua creazione, avvenuta a cura dell'Accademia prussiana delle scienze nel 1815 col fine di migliorare l'opera svolta da quanti avevano curato le precedenti raccolte: a causa della scoperta di altre iscrizioni, venne creata poi la raccolta denominata Inscriptiones Graecae. Maggiori sostenitori dell'iniziativa furono August Boeckh e Barthold Georg Niebuhr.

## Descrizione
L'iniziativa prevedeva la raccolta delle iscrizioni in ordine topografico e la loro analisi critica in lingua latina sotto il profilo storico-filologico: il primo di questi due elementi risultava rivoluzionario poiché in precedenza le iscrizioni erano sempre state catalogate per tipologia e non per collocazione, mentre il secondo è stato sporadicamente criticato per la diminuzione registrata nell'uso di questa lingua e il maggior sforzo richiesto ai curatori. Dato che alcune delle circa diecimila iscrizioni non potevano essere state verificate personalmente, vennero copiate attingendo dalle riproduzioni offerte da fonti antiche, fossero queste manoscritti o stampe.

## Prospetto
La realizzazione dell'opera impiegò i suoi curatori per un tempo superiore rispetto a quello preventivato: dopo un primo annuncio risalente al 1822, l'opera uscì in quattro volumi, rispettivamente il primo in due parti nel 1825 e nel 1828, il secondo nel 1843, il terzo nel 1853 e il quarto nel 1859. I curatori dei primi due volumi furono August Boeckh e Barthold Georg Niebuhr, che si avvalsero dell'aiuto di Friedrich Schleiermacher, Philipp Karl Buttmann e August Immanuel Bekker; i successivi furono scritti da Johannes Franz, Ernst Curtius e Adolf Kirchhoff; l'opera fu conclusa con la pubblicazione nel 1877 di un volume riepilogativo d'indice, curato da Hermann Röhl.

## LeInscriptiones Graecae
L'opera risultò però arretrata rispetto ai tempi già nel corso della sua realizzazione, dato che nel XIX secolo vennero scoperte altre iscrizioni in seguito all'esplorazione dei paesi mediterranei che avevano contatti col mondo greco. La scelta editoriale intrapresa dall'accademia quindi non fu quella di pubblicare volumi di supplemento, ma quella di cominciare a partire dal 1868 un progetto di rielaborazione completa del materiale a disposizione, cominciando dalle iscrizioni attiche. Il frutto di questo lavoro è noto col nome di Inscriptiones Graecae. Parallelamente si stava lavorando anche all'opera nota come Corpus Inscriptionum Latinarum.
Dato che l'opera che avrebbe dovuto sostituirla non fu mai portata a compimento, questa raccolta, seppur incompleta per quanto riguarda alcuni contesti geografici ed obsoleta, non è stata ancora rimpiazzata da altre più recenti.